# Villa Vásquez
Villa Vásquez je  mesto v provinci Monte Cristi v Dominikanski republiki. 